# Кампостефано I (Фрозиноне)
Кампостефано I је насеље у Италији у округу Фрозиноне, региону Лацио.
Према процени из 2011. у насељу је живело 116 становника. Насеље се налази на надморској висини од 151 м.